# Estádio Municipal de Poznań
O Estadio Municipal de Poznań ou, na sua forma portuguesa, da Posnânia (Stadion Miejski em polonês) é um estádio de futebol sediado em Poznań, Polônia. 
Ali as equipes Lech Poznań e Warta Poznań mandam seus jogos. Sua capacidade sentada é de 42 837 espectadores. A construção foi iniciada em 1968 e foi inaugurado somente em 23 de agosto de 1980, na partida Lech Poznań 1 x 1 Motor Lublin. Marek Skurczyński (Lech) marcou o primeiro gol do estádio.
Entre 2003 e 2010 o estádio foi reformado completamente, com a construção de novas arquibancadas cobertas. Foi reinaugurado em 20 de setembro de 2010 com uma apresentação do cantor Sting.

## Eurocopa 2012
Recebeu três partidas do grupo "C" da Eurocopa 2012.
| Data        | 1ª equipe | Placar | 2ª equipe | Fase    | Público |
| ----------- | --------- | ------ | --------- | ------- | ------- |
| 10 de junho | Irlanda   | 1–3    | Croácia   | Grupo C | 39,550  |
| 14 de junho | Itália    | 1–1    | Croácia   | Grupo C | 37,096  |
| 18 de junho | Itália    | 2–0    | Irlanda   | Grupo C | 38,794  |

## Galeria

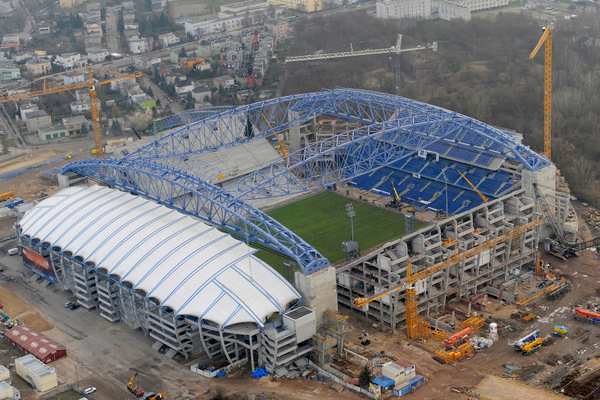
Em construção (2009)
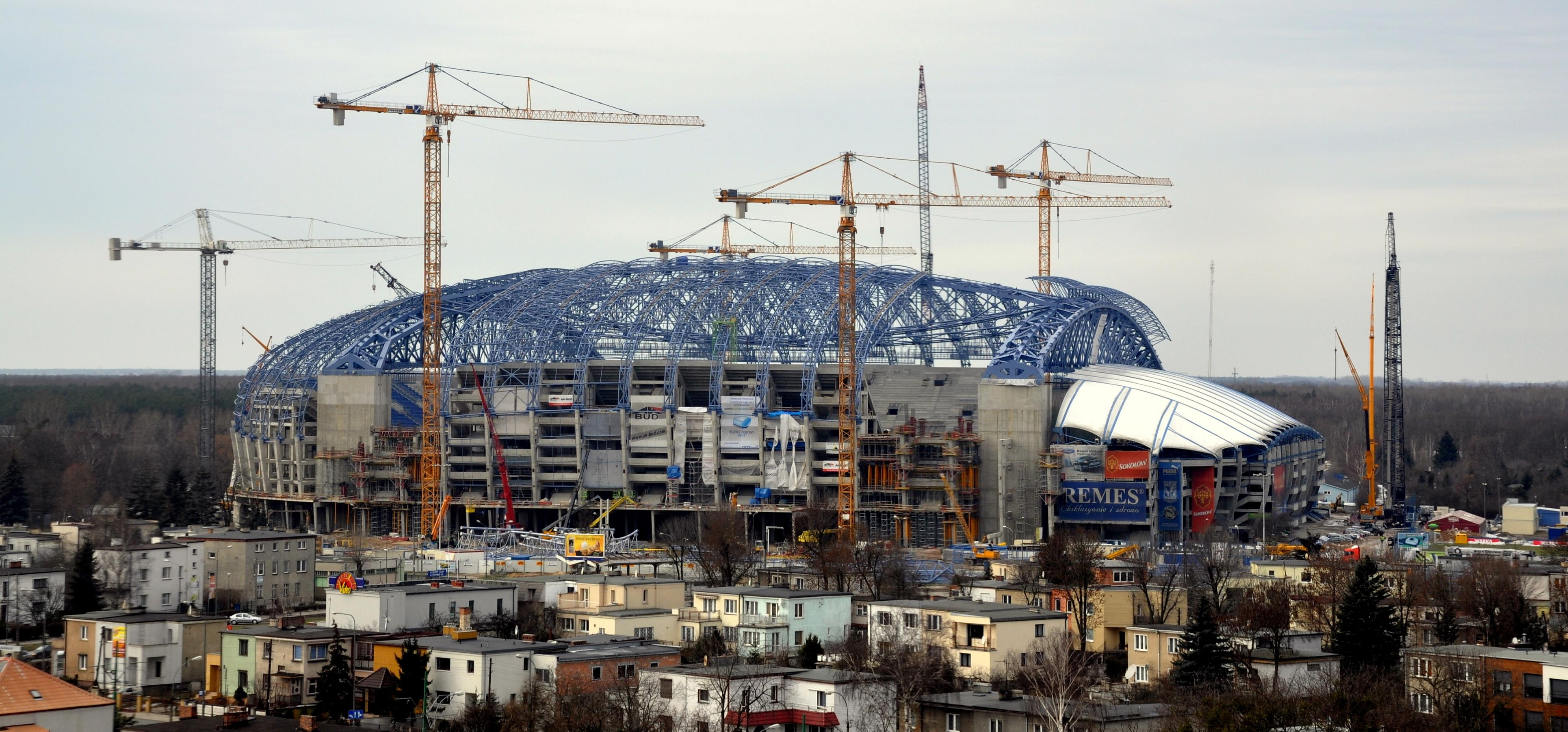
Em construção (2010)
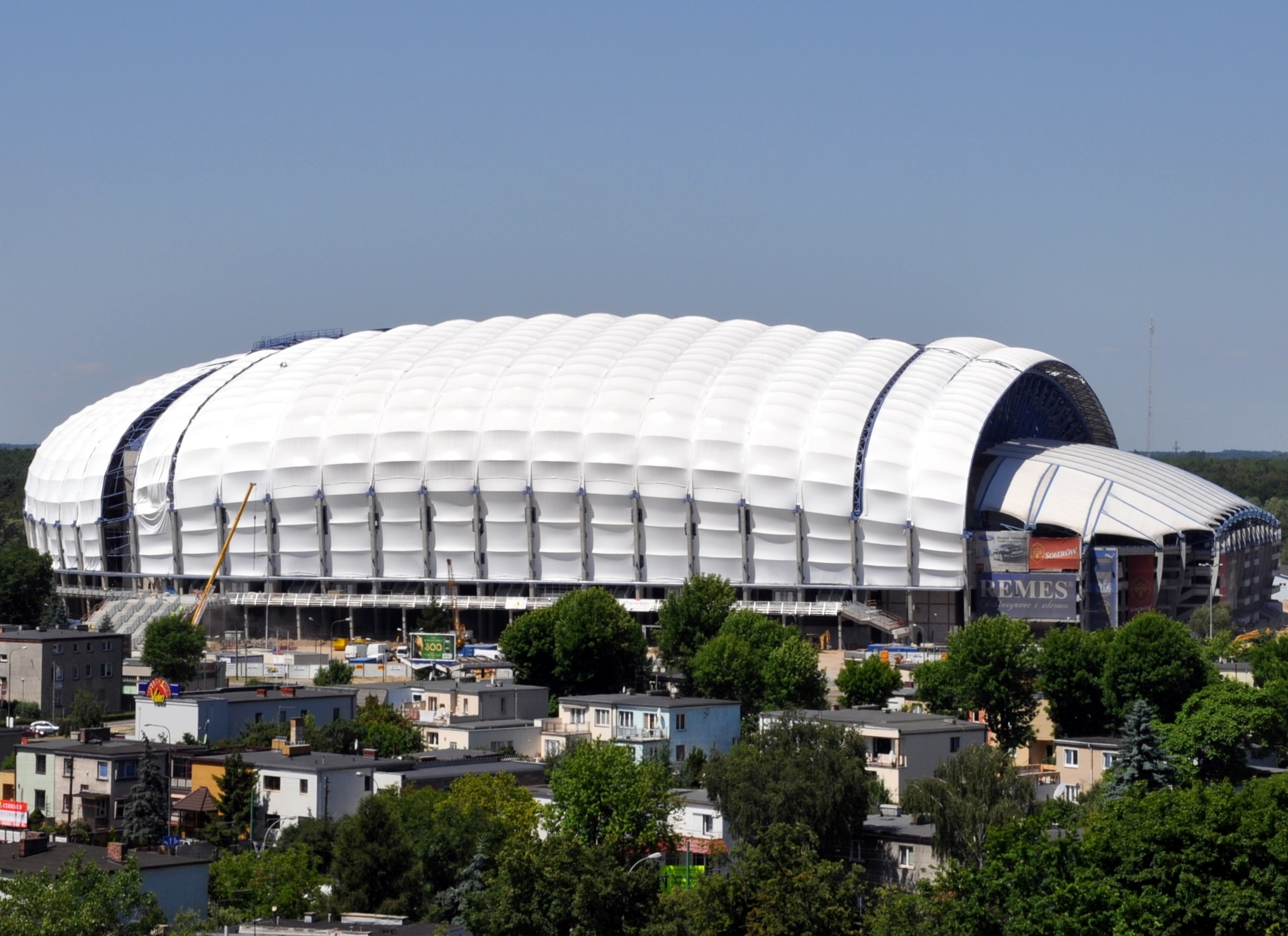
(2010)
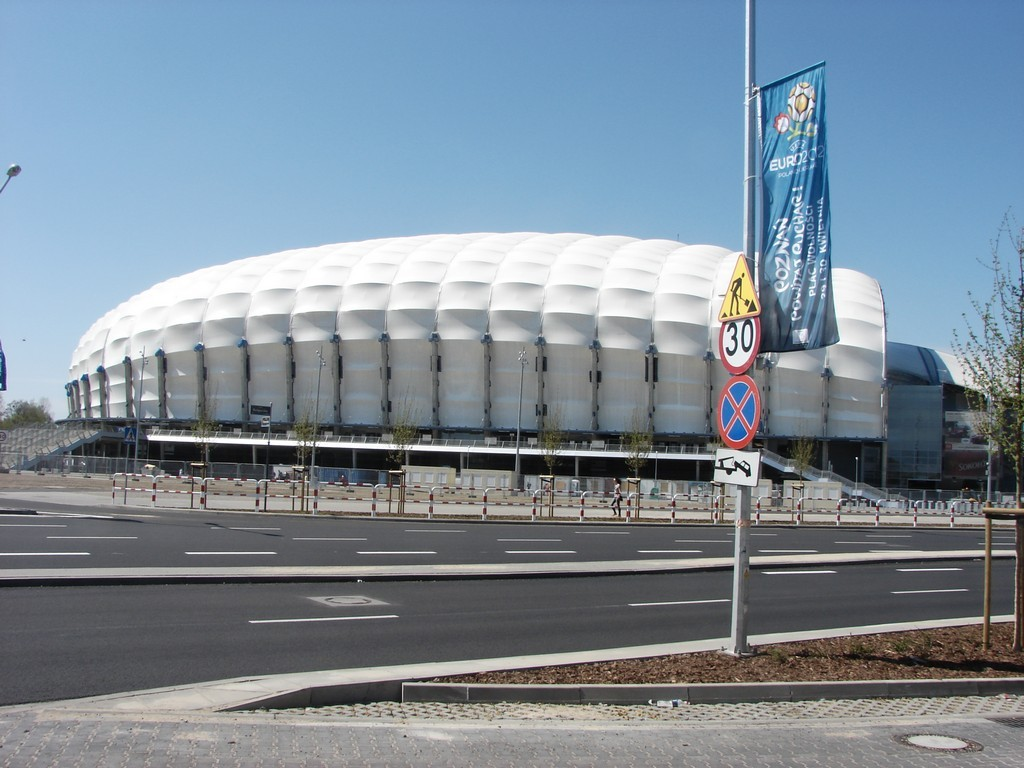
Visão de fora
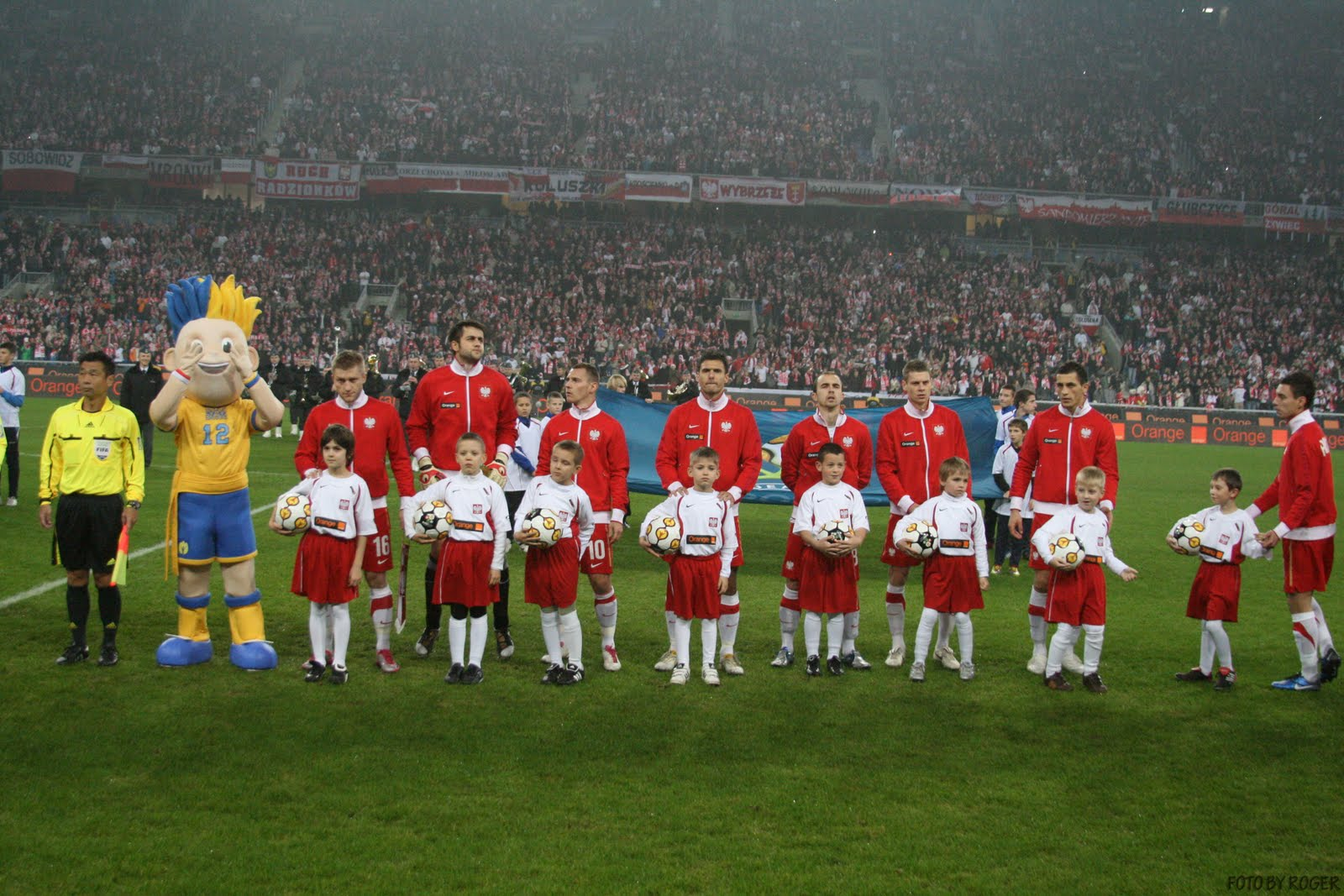
Jogo da Seleção Polonesa
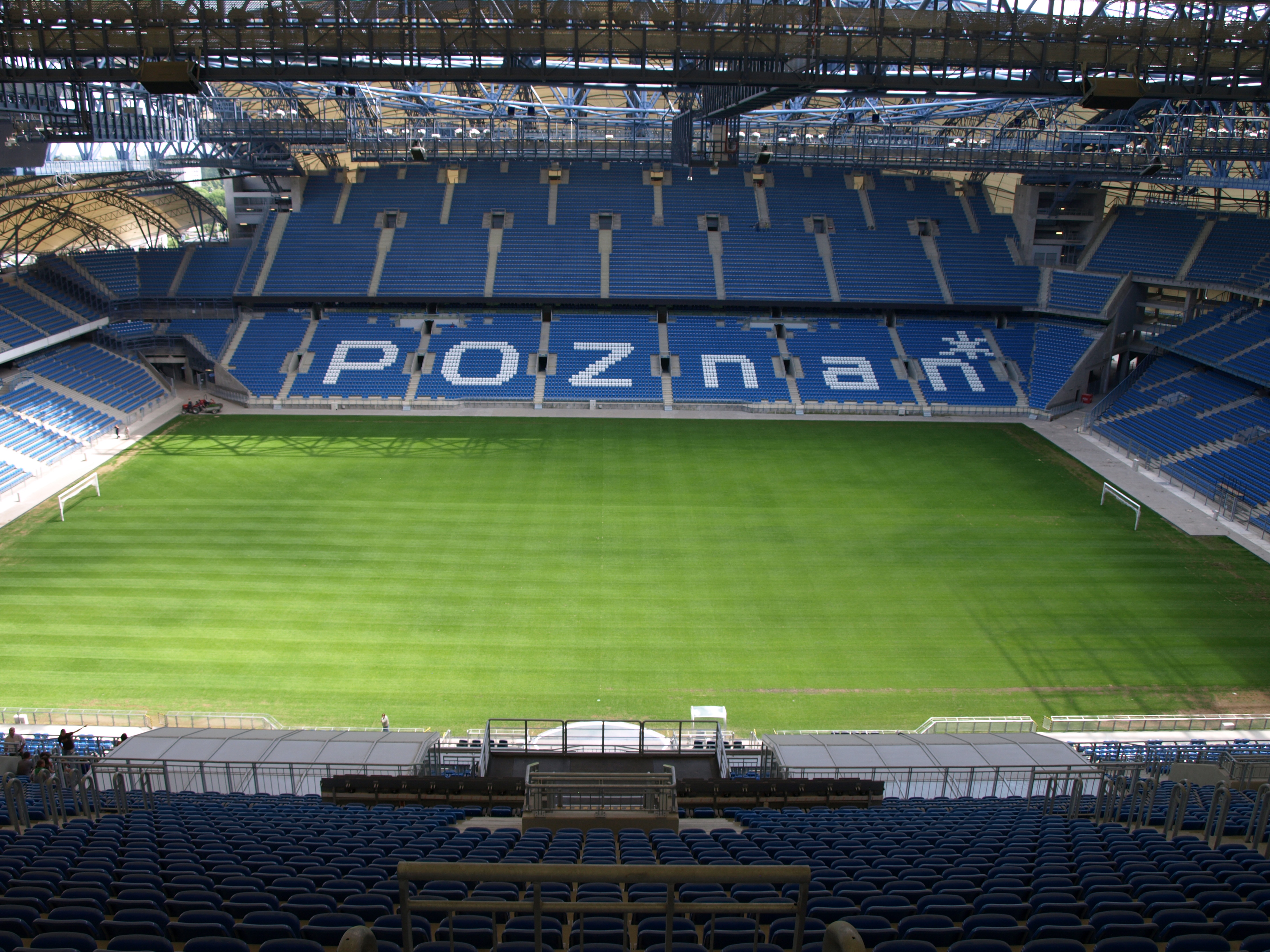
Interior